# Núcleo Terco
Núcleo Terco es un grupo musical de rock proletario. Está en activo desde 2002, fecha en que sacaron "Directo desde La Lavandería", grabado en directo en un centro social del barrio de Vallecas, en Madrid. El segundo disco se editó también en 2002 con el nombre de Stalingrado 1943. A continuación vendría Abriendo Fuego, publicado en octubre del año 2003. En marzo de 2008 salió a la venta el cuarto disco de la banda, titulado La Comisión de la Estaca. A finales del año 2012 publicaron dos temas sueltos en vinilo: "Comité de sangre de Vallekas" y "Leningrad rockers". 
Después de muchos cambios en la banda y un parón, en agosto de 2014 salió a la venta el quinto disco titulado "Terco". Con prácticamente la misma formación: Trash (Motociclón) a guitarra, Heredia (Saldakoi) con el bajo, Diego (Against the spirits, Proudz) a la batería y Carlos voz desde los inicios de la banda, sacaron su último disco "A Martillazos", grabado en los estudios Corleone (Mr.Chifly) y producido por Potencial Hardcore.
En 2015, la banda visitó Rusia con dos conciertos.
Posteriormente, en 2018, Núcleo Terco cambia de formación: Canelo sustituye a Heredia en el bajo.
La banda adquiere una estabilidad y un sonido mucho más agresivo, retornando al viejo espíritu en el que nació.
Han tocado por toda la península ibérica y en Berlín, Hannover, Potsdam, Bologna, Roma, Milán, Moscú, Leningrado, Marsella, Burdeos, Durango, México DF, Estocolmo, Santiago de Chile y Bogotá.

## Discografía

### Directo desde la lavandería(2002)
- "Horda roja"
- "Nudos corredizos"

- "Patxi balas"
- "Colapso social"
- "El pueblo y sus verdugos"
- "Mi kalashnikov"
- "Verano del 42"

### Stalingrado 1943(2002)
- "El meu K"
- "La madre"
- "Comparte el dolor"
- "Barricada roja"
- "After boltxebike"
- "Mi kalashnikov"

### Abriendo fuego(2003)
- "Esquirol"
- "Octubre"
- "El pueblo y sus verdugos"
- "Nuestra condena"
- "Nudos corredizos"
- "Verano del 42"
- "Patxi Balas"
- "Krasny Bor"
- "Los parásitos"
- "El foso del olvido"
- "Canciones de guerra"
- "A martillazos"
- "Colapso social"
- "Horda roja"

### La comisión de la estaca(2008)
Título basado en la organización obrera del mismo nombre
- "El mejor de los mundos posibles"
- "Tres mujeres"
- "Sturmovik"
- "La larga marcha"
- "La ley del combate"
- "…mal acaba"
- "Largo es el camino"
- "La comisión de la estaca"
- "Comparte el dolor"
- "Lo tuyo es imposible"
- "Testa in giù"
- "Pico, pala, zanja"
- "Acción de castigo"
- "Muertos sin nombre"
- "A comisión da estaca"

### Leningrad Rockers(2013)
- "Leningrad Rockers"
- "Comité de Sangre de Vallecas"

### Terco(2014)
- "No lo conseguirán"
- "Hermanos de la espada"
- "Frontovik"
- "El día de la victoria"
- "Compañía de Sombras del Este"
- "Combatientes de las calles"
- "Rock or die"
- "Valdría la pena"
- "Cazamos brujas"
- "Rock or die" (Brigada Flores Magón)
- "Witch hunters"

### A Martillazos(2016)
Grabado en los Estudios Corleone (Mr. Chifly) en septiembre de 2016 y producido y editado por Potencial Hardcore.
- 1. Rojos
- 2. Mi dulce Infierno
- 3. Facción ilegal
- 4. Siervos del poder
- 5. Sin miedo (Brujas de la noche)
- 6. Reinosa 87
- 7. No me arrepiento
- 8. Mercurio en las venas (colaboran Sku y Tito)
- 9. Juramos luchar
- 10. ...mal acaba (versión 2016)